# 熱間圧接
熱間圧接(Hot pressing)とは、圧接の一種で加圧と加熱を併用して接合する手法。

## 概要
接合対象の融点付近の高温まで加熱して圧接する。加熱方法は加工対象の材料をガス炎で加熱したり高周波電流の印加による誘導加熱等によって融点付近まで加熱して圧縮して接合する。

## 特徴
- 高温で塑性変形を生じさせるので、接合面の全面が密着し同時に原子拡散や再結晶も起こるので常温溶接より確実に接合できる[1]。
- 半田付けとは異なり、消耗品が不要
- 同種の素材間で接合する場合にはリサイクル時に異種素材の混入を抑えられる

## 用途
建設現場で鉄筋の接合等に用いられる。粉末冶金などにも使用される。